# Frundsburg
Die Frundsburg, auch Frundsbürgle oder Eineck genannt, ist eine abgegangene Spornburg an der Spitze des Seeheimer Berges auf 833,4 m ü. NHN bei Ringingen, einem Stadtteil von Burladingen im Zollernalbkreis in Baden-Württemberg.

## Geschichte
Die Burg, von deren Bewohnern nichts bekannt ist, wurde um 1250 als Wohnsitz aufgegeben. 1545 findet man einen Eintrag im Urbar: „Der zur Badstube in Ringenden gehörige von Fürstenberg durch die Gemeinde gepachtete Wald ziehe rings ob dem Seeheimer Berg vom Matsteig bis zum Frundspürling hinüber.“ Von der ehemaligen Burganlage, die über einen Bergfried, einen Palas, einen Burghof, einen Zwinger, einen Halsgraben, vermutlich auch einen Abschnittsgraben und einen Wall verfügte, sind noch Wall- und Grabenreste erhalten.